# عبد الرحمن جمشير
عبد الرحمن محمد سيف جمشير (1944–2024) رجل أعمال بحريني بارز وسياسي.
تم تعيين جمشير من قبل الملك حمد بن عيسى بن سلمان آل خليفة نائبا في مجلس الشورى من 2002 إلى 2006 ثم انتخب نائبا ثانيا لرئيس المجلس.
خلال بداية مسيرته كان يعمل في وزارة الزراعة وبعد ذلك في منظمة الأغذية والزراعة التابعة للامم المتحدة. في عام 1973 أسس الشركة الوطنية للاستيراد والتصدير وعين مديرا عاما حتى عام 1980 ومن عام 1980 العضو المنتدب وعضو مجلس الإدارة ولجنة الاستثمار. هو أيضا رئيس نادي الخريجين من عام 1994. يعتبر أحد أنشط أعضاء مجلس الشورى كونه عضوا (في ذلك الوقت كان مجلس استشاري فقط) من عام 1996 حتى عام 2001. اختير عضو في لجنة إعداد ميثاق العمل الوطني وانتخب أمينا عاما. بعد الموافقة على الميثاق الوطني في استفتاء عام في عام 2001 تم تعيينه مرة أخرى في مجلس الشورى. في عام 2002 أسس جمعية ميثاق العمل الوطني وبقي رئيسا حتى عام 2005. جمشير عضو في برلمان جامعة الدول العربية.
جمشير حصل على بكالريوس الهندسة من الجامعة الأمريكية في لبنان. عمل في القطاع العام في البحرين في الفترة من 1967 عام تخرجه وحتى التحق بأونفاو في عام 1971. جمشير مؤسس الشركة الوطنية للاستيراد والتصدير حتى تم تغيير محفظتها في 2000 إلى شركة استثمارية متكاملة تتداول في سوق البحرين للأوراق المالية. انتخب جمشير عضو في مجلس إدارة غرفة تجارة وصناعة البحرين من 1984 إلى 1989.
جمشير يشغل حاليا منصب رئيس مجلس إدارة شركة دلمون للدواجن وشركة تبريد البحرين ونائب رئيس مجلس إدارة المصرف الخليجي التجاري وشركة استيراد الاستثمارية وشركة لونا للتطوير العقاري وعضو مجلس إدارة شركة بانز وشركة أسمنت المتحدة وشركة سار للاستثمار وشركة الدية للتطوير العقاري. كان جمشير يحتل مناصب عضو مجلس إدارة البنك الأهلي التجاري وشركة مشاريع الكويت ورئيس مجلس إدارة كل من شركة باليكسكو للألومنيوم وشركة إتصالكم للاتصالات القابضة.
بالإضافة إلى نشاطه في القطاع التجاري فقد كان نشط في اللجان والجمعيات الخيرية.
توفي في 28 أغسطس 2024 عن عمر يناهز ال80 عاما.